# Movimiento de supervivientes de la psiquiatría
El movimiento de supervivientes de la psiquiatría (colectivo del que se suelen formar parte los llamados pares o expertos por experiencia en salud mental y que se valoran como pacientes expertos) es un variado colectivo de personas usuarias de los servicios de salud mental (pacientes o usuarias) o que han sobrevivido a intervenciones psiquiátricas o son expacientes o exusuarias de los servicios de salud mental.
El movimiento de supervivientes de la psiquiatría surgió del movimiento de derechos civil a finales de los años 1960 y principios de los 1970, desde las experiencias personales de abuso psiquiátrico experimentado por algunos expacientes. El texto clave en el desarrollo intelectual del movimiento de supervivientes, al menos en los EE. UU., fue Judi Chamberlin en un texto de 1978, On Our Own: Patient Controlled Alternatives to the Mental Health System (A nuestra manera: alternativas a la psiquiatrización gestionadas por el paciente). Chamberlin fue una expaciente y cofundadora del Mental Patients' Liberation Front (Frente de Liberación de Pacientes Mentales). Vinculados a través del boletín informativo para expacientes Dendron, a finales de 1988, las personas que lideraban varios de los principales grupos estadounidenses y formados por supervivientes de la psiquiatría que percibieron la necesidad de una coalición independiente pro derechos humanos que trabajase en los problemas del sistema de salud mental. Ese año fue creada la Support Coalition International (SCI)(Coalición de Apoyo Internacional). La primera acción pública de SCI fue organizar una contra-conferencia y protesta en la ciudad de Nueva York, en mayo de 1990, al mismo tiempo que (y justo en frente de) la asamblea anual de la American Psychiatric Association. En 2005 el SCI cambió su nombre para llamarse MindFreedom International con David W. Oaks como su director.
Las líneas de trabajo más frecuentes son las "respuestas al poder y discriminación psiquiátricos", la defensa y promoción de derechos y el empoderamiento del colectivo. Si bien el conjunto del activismo puede hasta cierto punto compartir una identidad colectiva, las opiniones varían a lo largo de un espectro que va de lo conservador a lo radical en cuanto a las temáticas de los tratamientos psiquiátricos, psicológicos, de intervención social y sobre los grados de resistencia o aceptación con estos.

## Historia

### Precursores
Los actuales movimientos de empoderamiento y apoyo mutuo promovidos por los servicios de salud mental se desarrollaron en los años 1970, pero durante siglos ha habido pacientes psiquiátricos reivindicando cambios en las leyes, los tratamientos, los servicios de atención y las políticas públicas. " Las críticas más duras a la psiquiatría siempre han sido las de antiguos pacientes de centros psiquiátricos", aunque pocos pudieron exponer sus historias públicamente o enfrentarse públicamente al corporativismo psiquiátrico, y quienes sí lo hicieron recibieron la consideración de ser extremistas en sus denuncias por lo que rara vez se les concedió credibilidad alguna. En 1620, en Inglaterra, los pacientes del notablemente cruel Hospital de Bethlem se unieron y enviaron a la Cámara de los Lores una "Petición de la gente pobre y distraída en la Casa de Bedlam (sobre las condiciones de internamiento)". Algunos expacientes publicaron panfletos contra las formas de tratar la locura en el siglo XVIII, como Samuel Bruckshaw (1774), en el "abuso injustificado de los manicomios privados", y William Belcher (1796) con su "Discurso a la humanidad, que contiene una carta al Dr. Munro, un recibo para hacer a un lunático y un bosquejo de una hiena que sonríe". Estos esfuerzos reformistas fueron generalmente impugnados por los guardas de los manicomios y los médicos.
A finales del siglo XVIII, se desarrollaron reformas de tratamiento moral que se basaban en parte en el enfoque del expaciente francés convertido en superintendente de hospital Jean-Baptiste Pussin y su esposa Margueritte. Desde 1848 en Inglaterra, la Sociedad de Amigos de los Supuestos Lunáticos hizo campaña a favor de reformas radicales del sistema de asilo y contra los abusos del enfoque de trato moral. En los Estados Unidos, The Opal (1851-1860) fue una revista de diez volúmenes producida por pacientes del Asilo para Lunáticos del Estado de Utica en Nueva York, la cual ha sido señalada como parte del embrión inicial del movimiento de liberación. A principios de 1868, Elizabeth Packard, fundadora de la Sociedad Anti-Asilos para Dementes, publicó una serie de libros y panfletos que describían sus experiencias en el manicomio de Illinois en el que su esposo la había internado.

### Principios delsigloXX
Unas décadas más tarde, otro expaciente psiquiátrico, Clifford W. Beers, fundó el National Committee on Mental Hygiene (Comité Nacional para la Higiene Mental), que acabaría por convertirse en la National Mental Health Association (Asociación Nacional de Salud Mental). Beers tenía como objetivo mejorar la situación de las personas que recibían atención psiquiátrica pública, en particular las que estaban internadas en instituciones estatales. Su libro, A Mind that Found Itsself (Una mente que se encontró a sí misma) (1908), describe la experiencia con su trastorno mental y el tratamiento que encontró en los hospitales psiquiátricos. El trabajo de Beers estimuló a la opinión pública para procurar un cuidado y tratamiento más responsables. Sin embargo, mientras que Beers en un principio acusaba a los psiquiatras de consentir el maltrato a los pacientes y preveía una mayor participación de expacientes en el movimiento, se vio influenciado por Adolf Meyer y el corporativismo psiquiátrico, atenuando su hostilidad a medida que necesitaba el apoyo de todos ellos para las reformas de la institución. Su dependencia de contribuyentes ricos y la necesidad de autorización por parte de los expertos le llevaron a dejar la organización que él ayudó a establecer en manos de psiquiatras. En el Reino Unido, la Asociación Nacional para la Reforma de la Ley sobre la Locura (National Society for Lunacy Law Reform) fue creada en 1920 por expacientes indignados que estaban hartos de que sus testimonios y quejas fuesen condescendientemente ignorados por las autoridades, que utilizaban la fachada médica para encubrir abusos de tutela y disciplinamientos. En 1922, la expaciente Rachel Grant-Smith se sumó a las reivindicaciones de reforma del sistema cuando publica "The Experiences of an Asylum Patient" (Las Experiencias de una Paciente de Asilo) hablando de los abusos y abandono que ella misma había sufrido.
We Are Not Alone (WANA)(No Estamos Solos) fue fundado por un grupo de pacientes del Hospital Estatal de Rockland en Nueva York (ahora Centro Psiquiátrico de Rockland) en la segunda mitad de los años 1940 y que tuvo continuidad como grupo de encuentro de expacientes que físicamente acabarían por reunirse en Fountain House (Casa Fuente). Su objetivo era proporcionar apoyo, asesoramiento prestando ayuda para facilitar la difícil transición del hospital a la comunidad. En esa misma época, un joven trabajador social en Detroit, Míchigan, estaba haciendo un trabajo pionero con pacientes psiquiátricos de las "alas traseras" del Hospital del Condado de Wayne. Antes de la llegada de los fármacos neurolépticos, los pacientes de las "alas traseras" eran habitualmente considerados como "enfermos desahuciados". John H. Beard comenzó a trabajar en estos pabellones con la convicción de que aquellos pacientes no estaban totalmente devorados por sus trastornos sino que conservaban partes saludables de sí mismos. Esta idea le llevó a implicar a pacientes en actividades normales como ir de pícnic,  asistir a un partido de béisbol, cenar en un buen restaurante y posteriormente conseguir un empleo. Fountain House ya se había dado cuenta entonces de que pasar por un trastorno mental, unido a un historial laboral breve o discontinuo, significaba a menudo que sus miembros no lograran obtener con facilidad un empleo. Muchos vivían en la pobreza y ni siquiera tuvieron oportunidad de trabajar en su vida. 
Al contratar a John H. Barba como Director Ejecutivo en 1955 cambió todo de aquello. La creación de lo que ahora se conoce como empleo de transición transformó Fountain House, ya que muchos miembros comenzaron a comprometerse, desde la organización que se bautizó como Clubhouse, en trabajos normalizados en la comunidad a cambio de un salario de verdad. Hay que destacar que estas oportunidades de trabajo se dieron en contextos inclusivos y no sólo en contextos de empleo protegido o especial para personas con discapacidad. La concepción de normalidad estaba muy presente en todo lo que Fountain House realizaba. Fue así como Fountain House se convirtió en un espacio de rehabilitación social y orientación vocacional, buscando superar las barreras que acompañan a un trastorno mental grave y desplazando la vida desde los problemas de la discapacidad hacia el trabajo positivo para la recuperación.
Estos inicios tuvieron su origen en períodos políticamente progresistas y de cambio social. Se apelaba no tanto a la solidaridad y apoyo mutuo entre quienes sufrían las duras circunstancias como pacientes como a los grupos de poder y personas influyentes que pudieran generar cambios. Cuándo estos períodos de tiempo con energía para las reformas y la atención al colectivo de pacientes decaía, este era otra vez abandonado y olvidado.

### Décadas de 1950 a 1970
En los años 1950 se experimentó una reducción del uso de la lobotomía cerebral y la terapia electroconvulsiva (TEC). Estos tratamientos tenían en aquel entonces (y aún hoy) una fuerte oposición por motivos éticos, sus efectos secundarios o iatrogenia en su aplicación. En los años 1960, se inicia la era de los psicofármacos con el uso extensivo de haloperidol generando también oposición y polémicas por sus efectos secundarios y iatrogenia. También se produjeron transiciones desde las grandes instituciones psiquiátricas hacia servicios basados en la intervención comunitaria (que más tarde se convirtieron en una desinstitucionalización a gran escala), lo que en algunos casos empoderó a los pacientes, aunque los servicios comunitarios fueran a menudo deficientes.
En los años 1960, un movimiento antipsiquiátrico desafió las reivindicaciones y prácticas fundamentales de la psiquiatría convencional. El movimiento de exusuarios y supervivientes de la psiquiatría de esta época tuvo una estrecha y obvia relación ideológica con la antipsiquiatría, pero también tenía una agenda propia, resumida como socialismo humanista. Durante un tiempo, el movimiento compartió objetivos y prácticas con "terapeutas radicales", que por lo general eran de ideología marxista. Sin embargo, el colectivo de clientes/supervivientes/exusuarios percibió gradualmente que estos terapeutas radicales no compartían necesariamente los mismos objetivos y además estaban tomando control y protagonismo, por lo que se separaron de ellos para mantener la independencia.
Hacia la década de 1970, surgieron el movimiento de mujeres, el movimiento por los derechos de los homosexuales y los movimientos por los derechos de las personas con discapacidad. Fue en este contexto que los expacientes mentales comenzaron a organizar grupos con el objetivo común de luchar por los derechos de los pacientes y contra los tratamientos forzosos, el estigma y la discriminación, y a menudo para promover servicios administrados por pares (personas que también han pasado por procesos y crisis encuadradas en trastornos mentales) como una alternativa al sistema convencional de salud mental. A diferencia de los servicios profesionales de salud mental, que por lo general se basaban en el modelo biomédico, los servicios administrados por pares se basaban en el principio de que las personas que han compartido experiencias similares pueden ayudarse a sí mismas y a los demás mediante la autoayuda y el apoyo mutuo. Muchas de las personas que organizaron estos primeros grupos se identificaron como supervivientes psiquiátricos. Sus grupos tenían nombres como Frente de Liberación Loco o Red Contra el Asalto Psiquiátrico.
En 1971 se fundó el Scottish Union of Mental Patients (Sindicato Escocés de Pacientes Mentales). En 1973 una parte del sindicato se implicó en la fundación del Mental Patients' Union (Sindicato de Pacientes Mentales) en Londres.
Dorothy Weiner y otras 10 personas más, incluido Tom Wittick, fundaron el Insane Liberation Front (Frente de Liberación Loco) en la primavera de 1970 en Portland, Oregón. Aunque solo duró 6 meses, tuvo una influencia notable en la historia de los grupos de expacientes de América del Norte. La noticia de que los exinternos de instituciones mentales se estaban organizando llegó a otras partes de América del Norte. Individuos como Howard Geld, conocido como Howie the Harp por tocar la armónica, dejaron Portland donde estuvo involucrado en ILF para regresar a su Nueva York natal para ayudar a crear el Mental Patients Liberation Project (Proyecto de Liberación de Pacientes Mentales) en 1971. Durante la década de 1970, este tipo de grupos se extendieron por California, Nueva York y Boston y eran fundamentalmente antipsiquiátricos, estaban en contra de los tratamientos forzosos, incluida la administración involuntaria de psicofármacos, la terapia de electroshock y las hospitalizaciones involuntarias. En 1972, el primer grupo organizado en Canadá, la Mental Patients Association (Asociación de Pacientes Mentales), comenzó a publicar In A Nutshell, mientras que en los Estados Unidos se sacaba en Oakland la primera edición de la primera publicación de pacientes mentales a nivel nacional, Madness Network News, que continuó activa hasta 1986.
Algunos grupos no-mixtos de mujeres se desarrollaron en esa época, como Women Against Psychiatric Assault (Mujeres contra la agresión psiquiátrica), que se fundó en 1975 en San Francisco.
En 1978 se publicó el libro de Judi Chamberlin titulado On Our Own: Patient Controlled Alternatives to the Mental Health System (Por nuestra cuenta: Alternativas al sistema de salud mental controladas por el paciente). Se convirtió en el texto canónico del movimiento de supervivientes psiquiátricos, y en él Chamberlin acuñó la palabra "mentalismo".
Los principales liderazgos del movimiento fueron, por lo general, blancos, de clase media y con buena educación. Se ha señalado que había activistas con ideologías más anarquistas y anticapitalistas, que estaban socialmente más aislados y tenían más en común con otros colectivos como pobres, minorías étnicas, feministas, presidiarios y homosexuales que con las clases medias blancas. A veces se consideraba que los liderazgos principales eran básicamente reformistas y que, debido a su "posición privilegiada" dentro de la sociedad, no comprendían los problemas de los sectores más pobres. Estos "radicales" no veían ningún sentido en buscar soluciones dentro de un sistema capitalista que era el que creaba los trastornos mentales. Sin embargo, todos estaban de acuerdo en que el problema era la sociedad y la dominación psiquiátrica, no las personas etiquetadas como enfermos mentales.
Algunos sectores activistas condenaron la psiquiatría en cualquier condición, voluntaria o involuntaria, mientras que otros sectores creían en el derecho de las personas a recibir tratamiento psiquiátrico de forma voluntaria. La psicoterapia voluntaria, que en aquel momento era principalmente psicoanalítica, no sufrió, por lo tanto, el mismo ataque severo que las terapias biomédicas. Los expacientes enfatizaron el apoyo individual de otros pacientes; abrazaron la asertividad, la liberación y la igualdad; y propusieron servicios controlados por el usuario como parte de un proceso continuo totalmente voluntario. Sin embargo, aunque el movimiento adoptó la horizontalidad y se opuso a la idea de liderazgo, se desarrolló un cuadro de hombres y mujeres conocidos, articulados y educados que escribieron, hablaron, organizaron y contactaron. Como resultado del ambiente rebelde, populista y antielitista de los años 1960, se preocuparon sobre todo por la autodeterminación y la autosuficiencia. En general, el trabajo de una parte de la psiquiatría, así como la falta de autocrítica por parte de la institución psiquiátrica, se interpretó como un abandono del compromiso ético de no hacer daño. Había indignación y resentimiento hacia una profesión que tenía la autoridad para etiquetarlos como discapacitados mentales, era percibida como infantilizadora y no tenía en consideración sus demandas.

### Décadas de 1980 y 1990
En la década de 1980, las personas que se consideraban a sí mismas "consumidoras" de servicios de salud mental en lugar de "pacientes" pasivos habían comenzado a organizar grupos de autoayuda, promoción y servicios dirigidos por pares. Aunque compartían algunos de los objetivos del movimiento anterior, los grupos de consumidores no buscaban abolir el sistema tradicional de salud mental, que consideraban necesario. En cambio, querían reformarlo y tener más opciones. Los grupos de consumidores animaron a sus miembros a aprender lo más posible sobre el sistema de salud mental para que pudieran tener acceso a los mejores servicios y tratamientos disponibles. En 1985, se formó la National Mental Health Consumers' Association en los Estados Unidos.
Un informe de 1986 sobre la evolución de la situación en Estados Unidos señalaba que "en la actualidad existen tres organizaciones a nivel nacional... El sector "conservador" ha creado la National Mental Health Consumers' Association... El sector "moderado" ha formado la National Alliance of Mental Patients... El grupo 'radical' se llama la Network to Abolish Psychiatry". Sin embargo, muchos sentían que su experiencia era de haber sobrevivido al sistema psiquiátrico y a sus "tratamientos" y se resistían a ser llamados usuarios. La Asociación Nacional de Pacientes Mentales de los Estados Unidos se convirtió en la Asociación Nacional de Supervivientes Psiquiátricos.
"Phoenix Rising: La Voz de los Psiquiatrizados" era una publicación de exinternos de hospitales psiquiátricos en Toronto entre 1980 a 1990, conocida en todo Canadá por su postura antipsiquiátrica.
A finales de 1988, los líderes de varios de los principales grupos de supervivientes psiquiátricos nacionales decidieron que se necesitaba una coalición independiente, y se formó Support Coalition International (SCI) en 1988, convirtiéndose más tarde en MindFreedom International. Además, la World Networks of Users and Survivors of Psychiatry (WNUSP)(Red Mundial de Usuarios y Supervivientes de Psiquiatría) fue fundada en 1991 como la Federación Mundial de Usuarios Psiquiátricos (WFPU), una organización internacional de receptores de servicios de salud mental.
Se ha señalado que el énfasis en la cuestión de la voluntariedad en la atención de salud mental ha planteado problemas al movimiento ya que, especialmente tras la desinstitucionalización, los servicios comunitarios estaban fragmentados y muchas personas en situaciones de sufrimiento psíquico estaban siendo encarceladas o reinstitucionalizadas en los servicios comunitarios, o se habían convertido en personas sin hogar, a menudo desconfiando y resistiéndose a cualquier tipo de ayuda.
El periodista científico Robert Whitaker concluía que los grupos de defensa de los derechos de los pacientes han denunciado durante décadas los abusos psiquiátricos como los tratamientos inhumanos, la pérdida de la libertad y la dignidad, el uso indebido de la hospitalización y la restricción de la libertad, y el daño neurológico causado por los psicofármacos. Leer sobre las experiencias que sufrieron ha sido descrito como comparable a leer las historias de los supervivientes del Holocausto. Los destinatarios de los servicios de salud mental exigían tener control sobre su propio tratamiento y trataban de influir en el sistema de salud mental y en los puntos de vista de la sociedad.

### El movimiento en la actualidad
En los Estados Unidos, el número de grupos de apoyo mutuo de salud mental (GMS), organizaciones de autoayuda (SHO) (administradas por y para usuarios de salud mental y/o miembros de la familia) y servicios gestionados por el usuario (COS) se estimó en 2002 en 7467. En Canadá, el término preferido es CSI (Consumer Survivor Initiatives). "En 1991, Ontario lideró a nivel mundial en el reconocimiento formal de los CSI como parte de los servicios básicos ofrecidos dentro del sector de la salud mental cuando comenzó a financiar formalmente los CSI en toda la región. El movimiento prefiere la etiqueta de "superviviente" a la de "usuario", ya que más del 60 por ciento de los grupos de expacientes apoyan las ideas antipsiquiátricas y se consideran a sí mismos como "supervivientes psiquiátricos". Existe variantes entre las distintas perspectivas del movimiento de usuarios y supervivientes que provienen de la psiquiatría, la antipsiquiatría o los propios usuarios y supervivientes.
Los términos más comunes en Alemania son "Psychiatrie-Betroffene" (personas afectadas por/enfrentadas a la psiquiatría) y "Psychiatrie-Erfahrene" (personas que han experimentado la psiquiatría). A veces los términos son considerados como sinónimos, aunque los primeros enfatizan la violencia y los aspectos negativos de la psiquiatría. La Asociación Nacional Alemana de (Ex)Usuarios y Supervivientes de la Psiquiatría se llama Bundesverband Psychiatrie-Erfahrener (BPE).
Hay muchos grupos de apoyo mutuo de usuarios/supervivientes, a niveles locales y nacionales, en todo el mundo, que son una importante piedra angular del proceso de empoderamiento. Un obstáculo serio para lograr ampliar las alternativas para el usuario/superviviente es la falta de financiación. Grupos alternativos de usuarios/supervivientes como el National Empowerment Center (Centro Nacional de Empoderamiento) en los Estados Unidos, reciben financiación estatal pero cuestionan el tratamiento psiquiátrico ortodoxo, por lo que han sido criticados y también han sufrido recortes de presupuesto por ello.
Además de las campañas de promoción y reforma, el desarrollo de servicios de apoyo mutuo y servicios gestionados por usuarios y supervivientes es una cuestión fundamental. Algunos ejemplos a nivel internacional son:
- El Runaway-House en Berlín, Alemania, está dirigido por la Organización para la Protección contra la Violencia Psiquiátrica, es un centro de crisis antipsiquiátrico para los supervivientes de la psiquiatría sin hogar, donde los residentes pueden vivir durante un tiempo limitado y donde la mitad del personal son supervivientes de la psiquiatría.[30][31][32][33][28]
- En Helsingborg, Suecia, el Hotel Magnus Stenbock está dirigido por una organización de usuarios y supervivientes "RSMH" que ofrece la posibilidad de vivir en sus propios apartamentos. Está financiada por el gobierno sueco y gestionada en su totalidad por usuarios.[28]
- Voice of Soul es una organización de usuarios y supervivientes en Hungría.[34]
- Creative Routes es una organización de usuarios y supervivientes en Londres, Inglaterra, que entre otras actividades de apoyo y promoción organiza una "Bonkersfest" anual.[35][36]

WNUSP es una organización consultora de las Naciones Unidas. Tras una "larga y difícil discusión", la ENUSP y la WNUSP (Redes Europea y Mundial respectivamente de Usuarios y Supervivientes de la Psiquiatría) decidieron emplear el término "(ex)usuarios y supervivientes" de la psiquiatría para incluir las identidades de los diferentes grupos y posiciones representados en estas ONG internacionales. WNUSP contribuyó a la elaboración de la Convención de las Naciones Unidas sobre los derechos de las personas con discapacidad y elaboró un manual para ayudar a las personas a utilizarla titulado Manual de aplicación de la Convención de las Naciones Unidas sobre los derechos de las personas con discapacidad (Implementation Manual for the United Nations Convention on the Rights of Persons with Disabilities), editado por Myra Kovary. La ENUSP es consultora de la Unión Europea y la Organización Mundial de la Salud.
En 2007, en una conferencia celebrada en Dresde sobre "El tratamiento coercitivo en psiquiatría: Una revisión exhaustiva", el presidente y otros líderes de la  World Psychiatric Association (Asociación Mundial de Psiquiatría) se reunieron, tras una solicitud formal de la Organización Mundial de la Salud, con cuatro representantes de los principales grupos de usuarios y supervivientes.
La National Coalition for Mental Health Recovery (Coalición Nacional para la Recuperación de la Salud Mental), anteriormente conocida como National Coalition for Mental Health Consumer/Survivor Organizations (Coalición Nacional para las Organizaciones de Usuarios y Supervivientes de Salud Mental) hace campaña en los Estados Unidos para asegurar que los usuarios y supervivientes tengan una voz destacada en el desarrollo y la aplicación de las políticas de atención de la salud, de la salud mental y de las políticas sociales a nivel estatal y nacional, y así empoderar a las personas para que puedan recobrar la confianza en sí mismas y para que puedan gozar de una vida plena en la comunidad.
El Freedom Center, con sede en Massachusetts, ofrece y promueve enfoques alternativos y holísticos y aboga por una mayor variedad de opciones en cuanto a tratamientos y cuidados. El centro y el Proyecto Icarus, con sede en Nueva York (que no se autoidentifica como una organización de usuarios/supervivientes pero tiene integrantes que se identifican como tales) han publicado una Guía de Reducción de Daños para Discontinuación del Consumo Drogas Psiquiátricas y recientemente apareció como una de las organizaciones sociales más destacadas en la revista Forbes.
La celebración del Orgullo Loco, organizado por grupos poco relacionados entre sí en al menos mueve países, incluyendo Australia, Sudáfrica, los Estados Unidos, Canadá, el Reino Unido, España, Chile y Ghana, atraen a miles de participantes. Para algunos sectores, el objetivo es continuar con la desestigmatización de las personas con trastornos mentales. Otros sectores rechaza la necesidad de tratar las dolencias mentales con fármacos psicotrópicos y busca alternativas a la "atención" del sistema médico. Muchos miembros del movimiento participan en los debates públicos sobre sus propias luchas para ayudar a los que se encuentran en situaciones similares y para sensibilizar al público en general.
El superviviente David Oaks, Director de MindFreedom, condujo un programa de radio mensual y el Freedom Center inició un programa de radio FM semanal que ahora está en la cadena Pacifica Network, Madness Radio, conducido por el cofundador del Freedom Center, Will Hall.
La nueva International Coalition of National Consumer/User Organizations (Coalición Internacional de Organizaciones Nacionales de Consumidores/Usuarios) fue presentada en Canadá en 2007, bajo el nombre Interrelate.

## Impacto
La investigación de las iniciativas de usuarios y supervivientes (CSI) sugiere que pueden ayudar respecto al apoyo social, el empoderamiento, el bienestar mental, la autogestión y la reducción del uso de servicios, la transformación de la identidad y la mejora de la calidad de vida. Sin embargo, los estudios se han centrado en los aspectos de apoyo mutuo y autoayuda de los CSI, sin tener en cuenta que muchas organizaciones localizan las causas de los problemas de sus miembros en instituciones políticas y sociales y por ello participan en actividades para abordar problemáticas de justicia social.
Una serie de estudios recientes en Canadá comparó a personas que participaron en CSIs con aquellas que no lo hicieron. Los dos grupos fueron comparados al momento de la evaluación inicial en una amplia gama de variables demográficas, diagnóstico psiquiátrico autoinformado, uso de servicios y indicadores de resultados. Después de un año y medio, quienes habían participado en los CSI mostraron una mejora significativa en el apoyo social y la calidad de vida (actividades diarias), menos días de hospitalización psiquiátrica y más probabilidades de haber mantenido su empleo (remunerado o voluntario) y/o su curriculum educativo. Sin embargo, no hubo diferencias significativas en las medidas de integración comunitaria y empoderamiento personal. Hubo algunas limitaciones en los resultados; aunque los grupos activos y no activos no difirieron significativamente al inicio del estudio en las medidas de angustia u hospitalización, el grupo activo sí tuvo una puntuación media más alta y puede que haya una pauta natural de recuperación a lo largo del tiempo para ese grupo (regresión a la media). Los autores señalaron que los aparentes impactos positivos de las organizaciones de consumidores se lograron a una fracción del costo de los programas comunitarios profesionales.
Otros estudios cualitativos indicaron que los CSI pueden proporcionar entornos seguros que son espacios positivos y acogedores a los que acudir; entornos sociales que brindan oportunidades para reunirse y dialogar con sus pares; una forma alternativa de ver el mundo que ofrece oportunidades para que los miembros participen y contribuyan; y facilitadores eficaces de la integración en la comunidad que brindan oportunidades para conectar a los miembros con la comunidad en general. El activismo a nivel de sistema se percibió como resultado de cambios en las percepciones del público y de los profesionales de la salud mental (acerca de la salud mental o enfermedad mental, la experiencia vivida por los usuarios y supervivientes, la legitimidad de sus opiniones y el valor percibido de las CSI) y de cambios concretos en las prácticas de prestación de servicios, la planificación de los servicios, las políticas públicas o la financiación destinada a la prestación de los mismos. Los autores notaron que la evidencia indicaba que el trabajo beneficia a otros usuarios y supervivientes (presentes y futuros), a otros proveedores de servicios, al público en general y a las comunidades. También señalaron que existían varias barreras para ello, sobre todo la falta de financiación, y también que la gama de puntos de vista representados por los CSI parecía menos específica y más matizada y compleja que en el pasado, y que tal vez el movimiento social de usuarios/supervivientes se encuentra en un lugar diferente al que estaba hace 25 años.
Un tema importante que ha surgido del trabajo de usuarios/supervivientes, así como de algunos psiquiatras y otros profesionales de la salud mental, ha sido un modelo de recuperación que busca derrocar el pesimismo terapéutico y apoyar a los enfermos para que forjen su propio viaje personal hacia la vida que desean vivir; sin embargo, algunos argumentan que se ha utilizado como tapadera para culpar a las personas por no recuperarse o para desmantelar los servicios públicos.
También ha habido críticas al movimiento. Las organizaciones psiquiátricas profesionales consideran con frecuencia que los grupos radicales de usuarios son extremistas, tienen poca base científica y ningún liderazgo definido, que "intentan continuamente limitar el trabajo de los profesionales y la atención a los enfermos mentales graves", y que promueven la desinformación sobre la aplicación de la hospitalización involuntaria, la terapia electroconvulsiva, el uso de estimulantes y antidepresivos en la infancia y neurolépticos en adultos. Sin embargo, los críticos sostienen que la psiquiatría es corporativista, tiene ánimo de lucro y estigmatiza y socava la autodeterminación de los pacientes y expacientes. El movimiento también ha criticado la situación de estigma social y el mentalismo de la sociedad en general.
El propio movimiento de supervivientes ha criticado también las situaciones de "participación en los servicios" en las que dicen que se les malpaga para exhibir sus historias personales sin más resultado que figurar como que se han realizado dichas actividades de participación. Estas situaciones se han calificado como tokenismo.
Grupos de presión en EE. UU., liderados por figuras como los psiquiatras E. Fuller Torrey y Sally Satel, y algunos líderes de la Alianza Nacional sobre Enfermedades Mentales, han presionado en contra de la financiación a grupos de usuarios/supervivientes que promueven puntos de vista antipsiquiátricos, sociales y de recuperación experiencial en oposición al modelo biomédico, o que protestan contra los tratamientos ambulatorios. Torrey ha dicho que el término "superviviente psiquiátrico" utilizado por expacientes es correctismo político y los ha culpado, junto con los abogados de derechos civiles, por la muerte de medio millón de personas causadas por suicidios y muertes en la calle. Sin embargo, sus acusaciones han sido definidas como completamente infundadas y simples llamadas de atención pública, considerando que los problemas de autodeterminación e identidad propia son más complejos que eso.